# Frontières de la Côte d'Ivoire

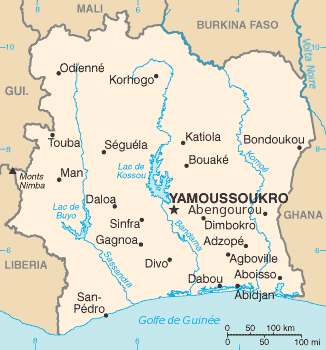
Carte de la Côte d'Ivoire, en Afrique de l'Ouest, et des pays frontaliers.

La Côte d’Ivoire partage au total 3109 km de frontières communes avec 5 pays :
- le Liberia : 715 km ;
- la Guinée : 610 km ;
- le Mali : 532 km ;
- le Burkina Faso : 584 km ;
- le Ghana : 668 km.

À côté de ces frontières, la république de Côte d’Ivoire dispose d’une façade maritime longue de 515 km (soit 4 460 km2 de mers). Elle partage également une frontière maritime avec le Ghana et le Liberia.